# Arnau Garcia Barceló
Arnau Garcia Barceló   (Granollers, 12 de juny de 1994) és un jugador d'handbol català, que ocupa la posició de lateral esquerra.
Format al BM Granollers, el 2011 es va incorporar al primer equip. El 2017 va fitxar pel Fenix Toulouse HB on va estar tres temporades. L'estiu del 2020 va marxar al SL Benfica portuguès.
Amb la selecció espanyola absoluta va debutar el 2017. El 2018 va participar en els Jocs Mediterranis de Tarragona on va guanyar la medalla de bronze.